# Karl Kaiser (Schriftsteller)
Karl Kaiser (geboren 1868 in Straßburg; gestorben nach 1901) war ein deutscher Lyriker. Er gilt als ein herausragendes Talent der frühen Arbeiterdichtung in Deutschland.

## Leben
Kaiser war der Sohn eines schwäbischen Schlossers. Während des Deutsch-Französischen Kriegs 1871 musste der Vater Straßburg verlassen, der Sohn ging daher in Zürich zur Schule und machte danach in Stuttgart eine Lehre als Klaviermechaniker, als welcher er sich schließlich in München niederließ.
Dort schloss sich der kaum 20-jährige der Arbeiterbewegung an und wurde zusammen mit Ernst Klaar ein wichtiger Mitarbeiter der damals von Eduard Fuchs geleiteten Satirezeitschrift  Süddeutscher Postillon, in dem in der Folge Kaisers Gedichte erschienen. Die letzten seiner Gedichte erschienen 1901, danach verlieren sich seine Spuren. Zeitpunkt und Ort seines Todes sind unbekannt.
Als Beispiel Kaisersche Lyrik das Gedicht Einerseits und anderseits : eine Professorenstudie:
Mit „einerseits“ und „anderseits“,

Wie’s Kätzchen um den heißen Brei,

So schleicht der deutsche Professor

An jedem heiklen Punkt vorbei.

Mit stolzem Satze „einerseits“

Schwingt er aufs hohe Ross sich keck

Um sofort wieder „anderseits“

Hinabzurutschen in den Dreck!

Heut: „Darwin hoch!“ und morgen: „Hoch

Die heilge Überlieferung!“ —

So „einerseits“ und „anderseits“

Gelingt ihm jeder Katzensprung.

Als echter Pfaff der Wissenschaft

Ist er im Spiegelfechten groß:

Sucht „einerseits“ den „letzten Grund“,

Lügt „anderseits“ ganz bodenlos! …

Solang der Staat nicht in Gefahr

Lässt er den Dingen ihren Lauf.

Doch geht es schief — dann hebt er flink

Die Klassengegensätze auf!

„Lieb Arbeit“ und „lieb Kapital“

Möcht er versöhnen gar nicht faul.

Doch leider kriegt er stets zum Schluss

Als Dank von beiden eins aufs Maul!

Jedoch als ledernes Kamel

Bleibt er auch ferner wie zuvor:

Ein „einerseits“ und „anderseits“,

Ein echter deutscher Professor!

## Werke
- mit Eduard Fuchs und Ernst Klaar: Aus dem Klassenkampf. Soziale Gedichte. Ernst, München 2. Aufl., 1894. Neuausgabe hg. von Klaus Völkerling. Akademie-Verlag, Berlin 1978.

Gedichte Kaisers abgedruckt in:
- Konrad Beißwanger (Hg.): Stimmen der Freiheit. Blütenlese der hervorragendsten Schöpfungen unserer Arbeiter- und Volksdichter. Nürnberg 1899.
- Bruno Kaiser (Hg.): Die Pariser Kommune im deutschen Gedicht. Berlin (DDR) 1958.